# Osełka
Osełka, brus, pilnik ścierny – narzędzie ścierne służące do szlifowania i obróbki wykańczającej.
Osełki mają kształt podłużnej bryły o przekroju prostokątnym lub innym dostosowanym do kształtu szlifowanej powierzchni (np. okrągłe, trójkątne, soczewkowate). Są wytwarzane z naturalnych kamieni ściernych (np. z piaskowca) lub z ziaren ściernych połączonych spoiwem ceramicznym. Ziarna ścierne mogą być naturalne (diament, korund, kwarc) lub syntetyczne (elektrokorund, węglik krzemu, węglik boru).
Osełki diamentowe mają postać stalowej płytki z osadzoną na powierzchni warstwą ziaren diamentowych.
Przy wyborze osełki należy brać pod uwagę, oprócz kształtu, wielkość ziaren ściernych, twardość ziaren ściernych, twardość spoiwa.

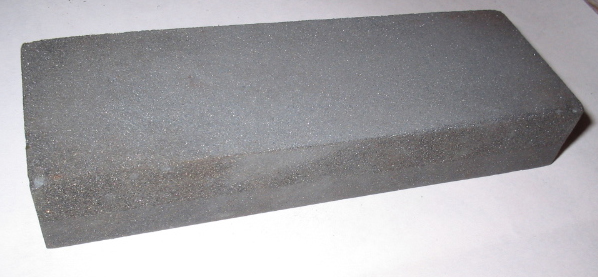
Osełka
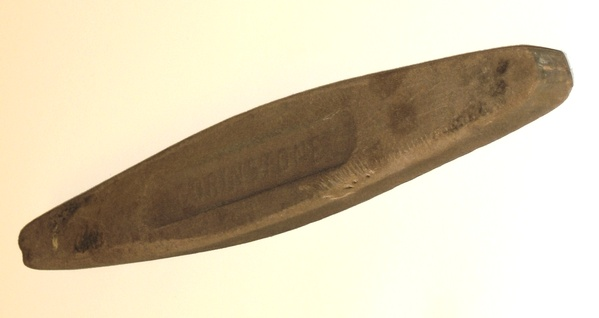
Osełka z piaskowca do ostrzenia kosy
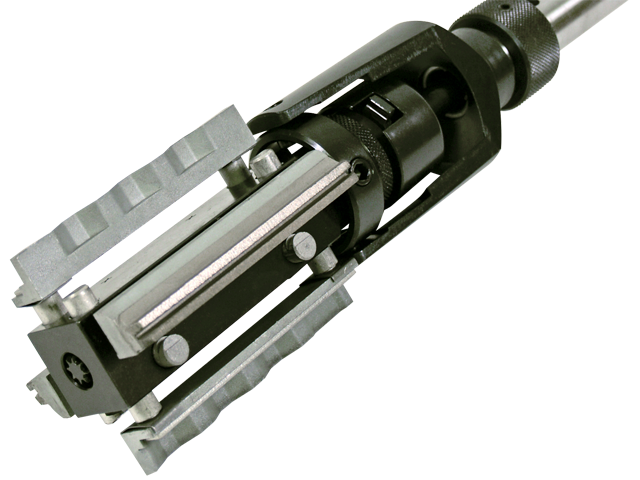
Gładzik z zamocowanymi osełkami